# NTUC中心
NTUC中心（英語：NTUC Centre）是一棟位於新加坡市中心濱海灣濱海林蔭道一號的摩天大樓，其建築高度為110米（360英尺），共32層樓，介於萊佛士坊與濱海灣之間。大廈比鄰於萊佛士碼頭一號、濱海舫等，距離約100尺範圍內，並與新加坡地鐵萊佛士坊地鐵站以地下街商圈連接。
NTUC中心官方正式名稱為濱海林蔭道一號（英語：One Marina Boulevard），屬於甲級寫字樓，其地下室包含零售商圈。大廈坐落在約11,366.9平方公尺的土地上，總建築面積為48,302平方公尺，內共有39,000平方公尺的辦公室面積。
開發所在地點是政府分配給新加坡勞工基金管理服務部門的開發場址，這是新加坡勞工基金首個在濱海灣的開發案。新加坡全國職工總會位在大廈第11樓到第14樓之間。
2005年，NTUC中心獲得建设局舉辦的優良設計獎商業與辦公室建築類別榮譽證書。

## 歷史
NTUC中心由DP建築師事務所設計，並於2004年完工。其他參與開發案的企業有新加坡勞工基金管理服務部門、三星物產、貝科工程設計集團、安誠工程顧問、新加坡奧雅納、新加坡戴維斯·蘭登與謝爾（Davis Langdon & Seah Singapore）、西卡服務公司、Building Systems、新加坡全國職工總會等。大廈破土典禮於2002年2月28日舉行，正式啟動建設工程。

### 投標
在NTUC中心建造前，就已經開始販售，販售日期為2000年11月21日至2001年3月13日之間。3天後，林蔭道發展私人有限公司、Comina投資有限公司、Freyland私人有限公司一同獲得投標權，之後三家公司成立濱海林蔭道一號私人有限公司，一同執行開發計畫。目前，該地租借期為99年。大廈土地總投標價為461,816,800新加坡元，平均每平方公尺3,125.24新加坡元。

### 建造
NTUC中心建造期間，首次引進消防工程概念，這允許建築可更比常規更接近周圍建築物7公尺，玻璃幕牆也無需安裝窗口噴水滅火裝置。
2004年，電腦模擬技術用來審視建築物設計。隨著這些技術應用，特定的樓層使用量允許比原始設計中更多人使用，這意味著在火災緊急情況下，不需要提供額外的逃生樓梯。大廈建造日期約花21個月建造，並且花費共1億1千萬新加坡元。

## 建築結構
NTUC中心建築風格屬國際風格。大廈主要使用玻璃與鋼鐵等建材，石雕塑則用於裝飾大廈入口處，每層樓的平均高度為3公尺，能支撐最小與最大載重量為4.0到7.0 kN/m2。在空調系統上，NTUC中心採用中央空调VAV系统。

## 設施
大樓有幾座特別設施，包括會議室、培訓室、全國職工總會專屬的客戶服務中心、以及一座擁有600個座位的禮堂
，另外有209個停車位空間。

## 承租戶
新加坡全國職工總會是NTUC中心最大的承租戶，其他主要承租戶有艾倫格禧律師事務所、新加坡劳动力发展局、微軟新加坡總部。2004年10月，微軟新加坡總部從淡馬錫林蔭道五號新達城大廈五座遷到此處，目前微軟辦公室在NTUC中心第22樓。另外，主要餐飲服務公司與括國企業等皆在此設立辦公室，在地下樓層另有AXS易捷服务站。 

## 交通運輸
NTUC中心位在新加坡地鐵萊佛士坊地鐵站一出口處上，並鄰近於市中心地鐵站。

## 照片集

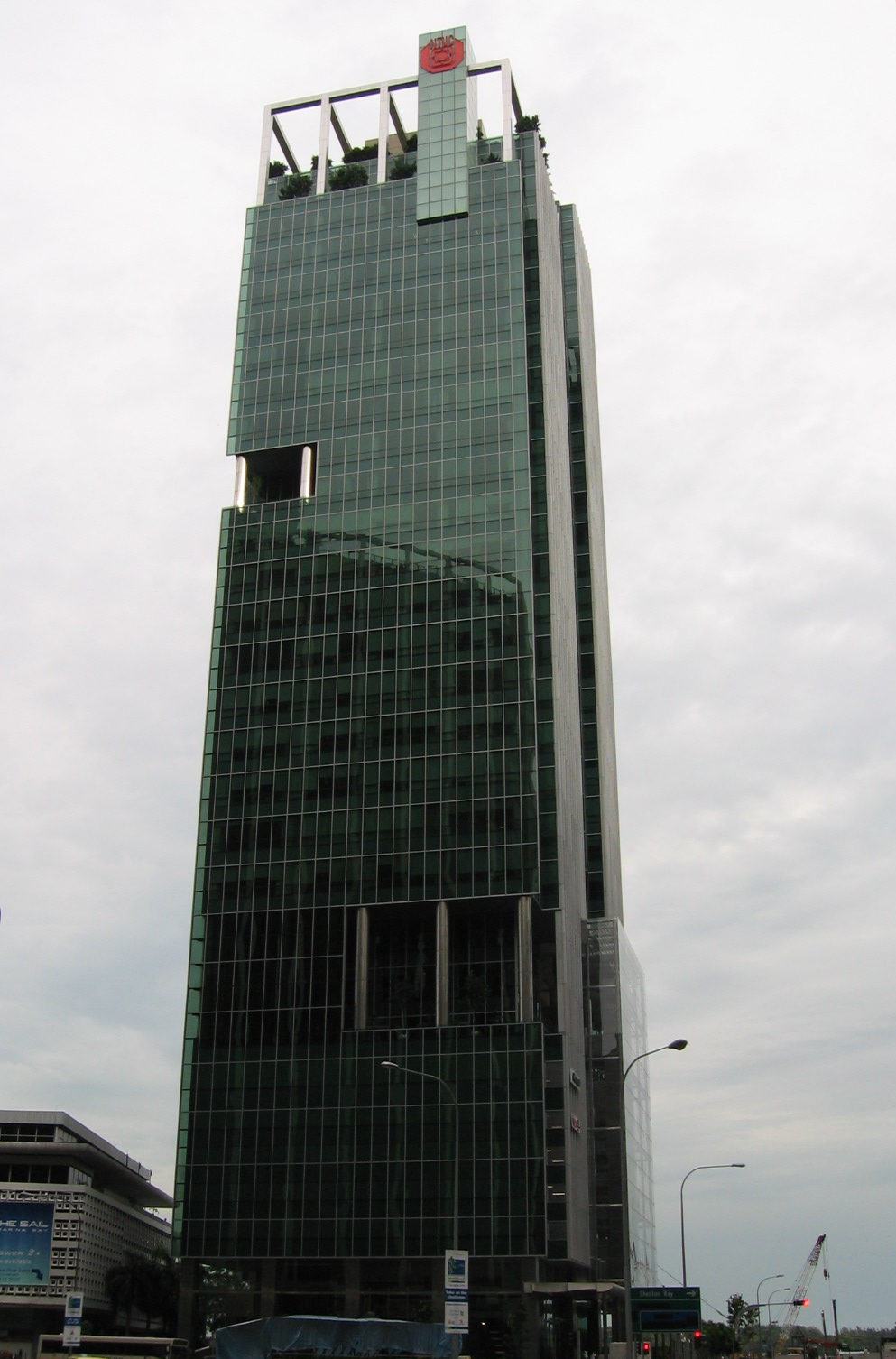
NTUC中心側面
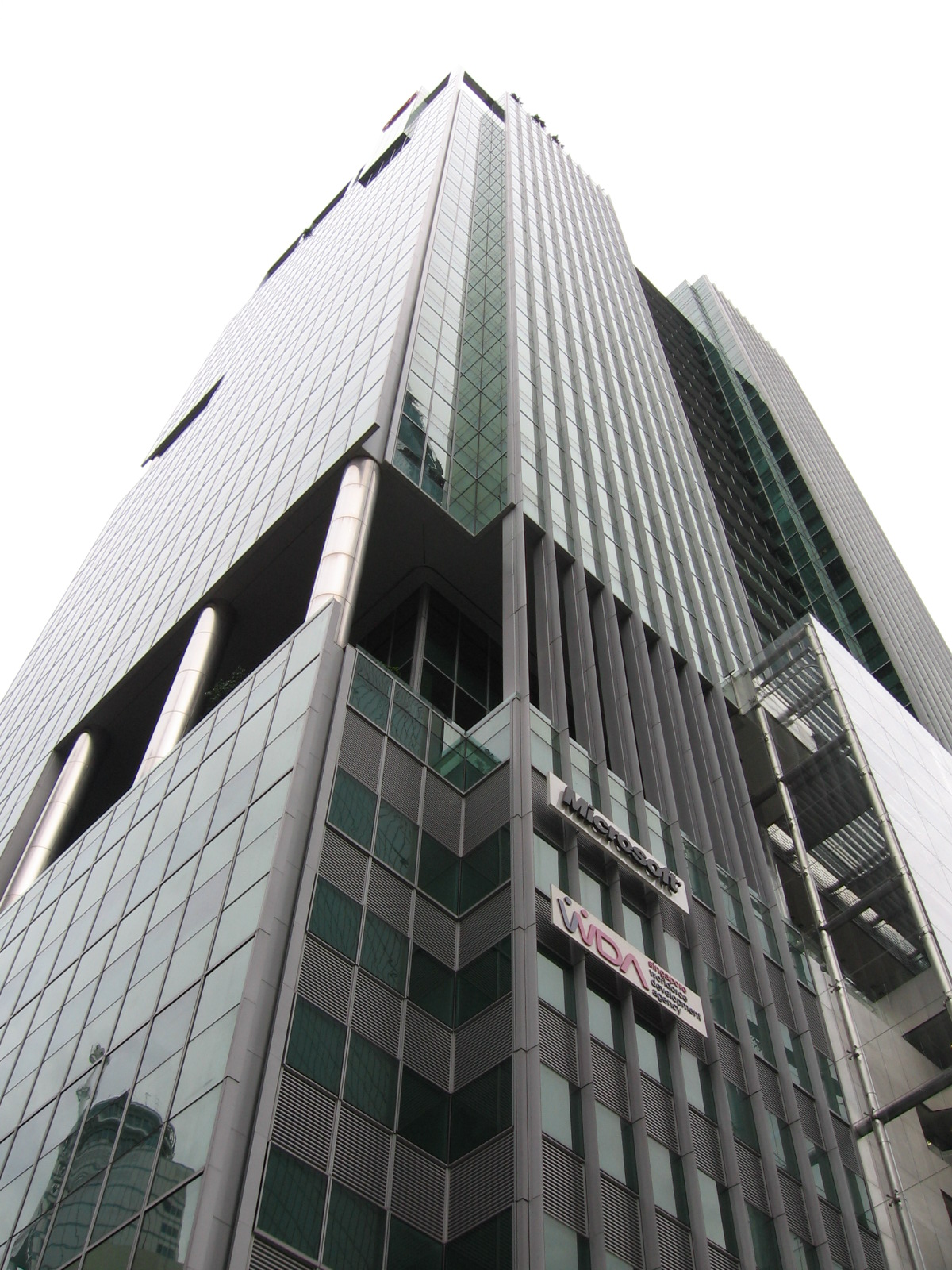
仰望NTUC中心
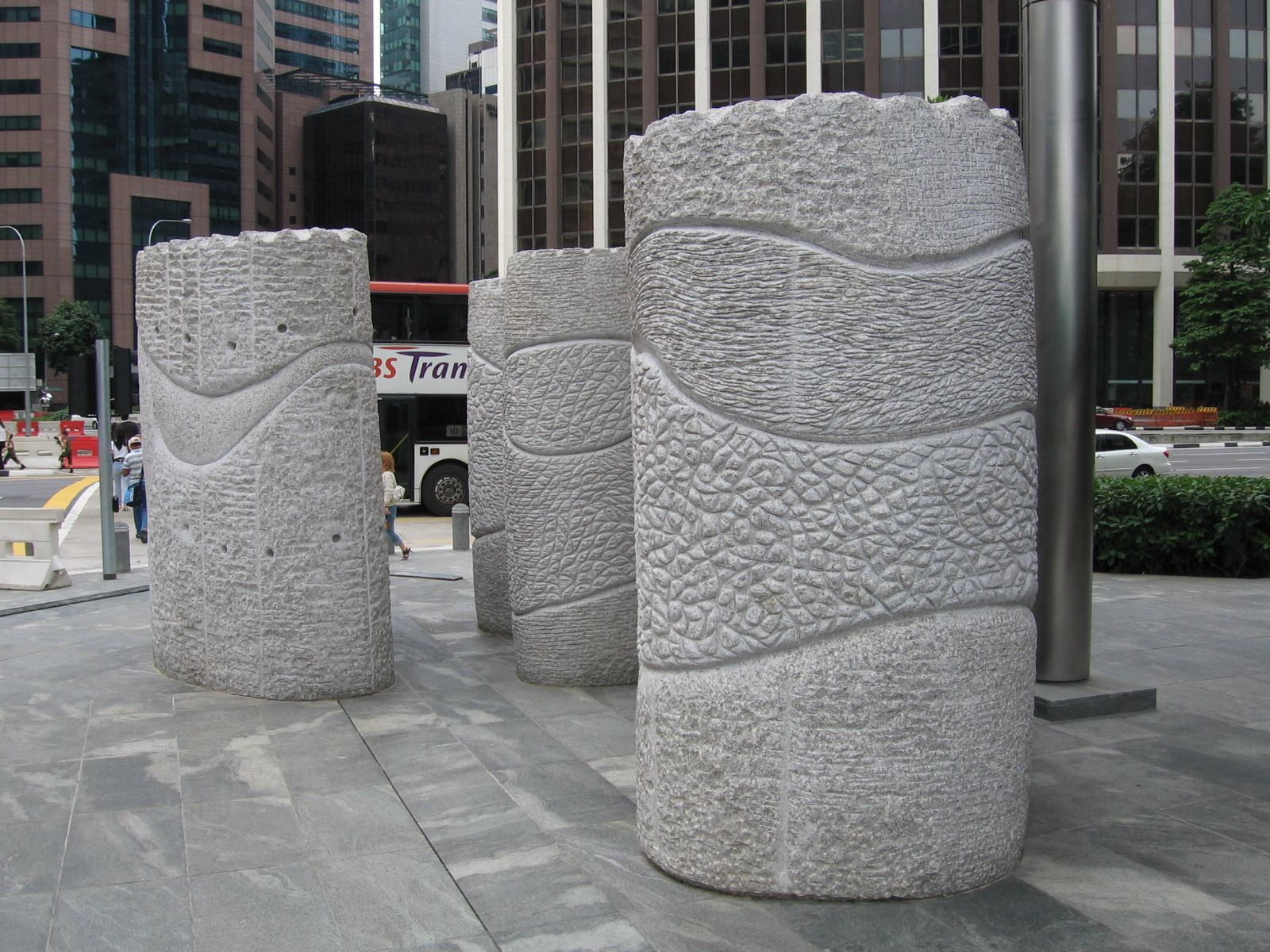
主要入口處的石像雕塑